# Håkon Stødle
Håkon Stødle (Porsanger, Finnmark 9 april 1942) is een Noors musicus en wetenschappelijk onderzoeker. Hij is eerste amanuensis in klarinet aan de Universiteit van Tromsø (1972-).
Stødle heeft zijn opleiding aan het Conservatorium van Oslo  gevolgd. Zijn promotieonderzoek was getiteld The Clarinet in Norwegian Music up to 1830, with Particular Emphasis on its Usage in the Music of Hans Hagerup Falbe and Waldemar Thrane. Hij werkt er sinds 1971 als amanuensis. Verder heeft hij aan instituten in Rusland, Japan en Brazilië gedoceerd.
Stødle debuteerde in Universitetets Aula in 1973 en ontving toen de "INTRO-støtte", een beurs van de Rikskonsertene voor beginnende kunstenaars. Hierna heeft hij bij het omroeporkest Kringkastingsorkesteret, het Oslo Filharmoniske Orkester, het Bergen filharmoniske orkester en het Tromsø Symfoniorkester (1987-96) gewerkt.
Håkon Stødle ontving in 1989 de cultuurprijs Nordlysprisen tijdens het Nordlysfestivalen in Tromsø.

## Publicaties/opnamen
- Met Tori Stødle klavier, Music of the north (1978). Composities van Ketil Vea. Opnieuw uitgegeven onder de titel Suite for klarinett og klaver (Veanova, 2001)
- Daglige oppvarmings-øvelser for klarinett (Eureka forlag, 2002)